# 翅形剑棘虫
翅形剑棘虫（学名：Xiphacantha alata）为十字棘虫科剑棘虫属的动物。分布于那波利湾以及29°-30°30'N、123°30'-124°E等。